# Nuno Fernandes de Ataíde
Nuno Fernandes de Ataíde (c. 1470 - 19 de Maio de 1516), senhor de Penacova e Alcaide de Alvor foi um militar português, famoso Governador da praça de Safim, em Marrocos.  Em 1515, comandou um ataque à cidade de Marraquexe, no que constituiu "o ponto alto da expansão portuguesa em Marrocos".

## Biografia
Foi 4.º Senhor de Penacova (um senhorio que datava do ano de 1384), Alcaide-Mor de Alvor e Camareiro do então Príncipe Herdeiro D. João. Em Alvor, tinha Salinas, concedidas por D. Manuel I, segundo escritura lavrada pelo Escrivão do Almoxarifado de Lagos.

### Contexto familiar e carreira na corte
Era filho de Álvaro de Ataíde, 3.º senhor de Penacova e alcaide-mor de Alvor, com D. Maria da Silva, filha de Pedro Gonçalves Malafaia, vedor da Fazenda de D. João I e D. Duarte (Maria da Silva fora casada em primeiras núpcias com Diogo de Melo, alcaide-mor de Serpa). .
Álvaro de Ataíde, pai de Nuno Fernandes, não deve ser confundido com o seu contemporâneo e homônimo, D. Álvaro de Ataíde, senhor da Castanheira e filho segundogênito do 1.º conde de Atouguia. Os dois Álvaro eram parentes, mas relativamente distantes, oriundos de dois ramos diferentes da família Ataíde: o dos senhores da Penacova, e o dos condes de Atouguia. E tinham posições políticas diametralmente opostas: pois D. Álvaro de Ataíde, senhor da Castanheira, participara na conspiração do Duque de Viseu contra D. João II, enquanto que Álvaro de Ataíde, senhor de Penacova, era muito próximo do monarca. Bastará referir, como evidência dessa proximidade, que quando o rei D. João II procurou recuperar a saúde nas termas de Monchique, acabou por falecer na casa de Álvaro, pai de Nuno Fernandes, em 1495.
Pelo lado da sua mãe, Nuno Fernandes de Ataíde era primo irmão do 2.º conde de Abrantes, D. João de Almeida, sendo ambos netos maternos do acima referido Pedro Gonçalves Malafaia e de Isabel Gomes da Silva. D. João, chefe da poderosa família Almeida (um dos seus irmãos, D. Francisco de Almeida, viria a ser o primeiro vice-rei da Índia), foi um dos mais próximos colaboradores de D. João II, sendo pela sua mão que o filho bastardo do Rei, D. Jorge, foi introduzido à corte em 1490. Podemos assim constatar que, na sua juventude, Nuno Fernandes de Ataíde esteve sempre ligado, tanto pelo lado paterno quanto pelo materno, aos círculos cortesãos com maior influência junto ao "Príncipe Perfeito".
Acresce que por sua irmã, D. Catarina de Ataíde, mulher de Vasco da Gama, Nuno Fernandes era cunhado do descobridor do caminho marítimo para  Índia.
(Teve também um meio-irmão, filho natural de seu pai: Tristão de Ataíde, capitão das Molucas, que fez longa carreira militar no Oriente).
Foi moço fidalgo da Casa Real desde o ano de 1484 e recebeu a alcaidaria de Alvor, em sucessão a seu pai, em 1496. A partir de 1497 começa a aparecer na documentação como fidalgo da Casa Real e, no ano de 1498, integrou a comitiva que acompanhou o rei D. Manuel e sua mulher, D. Isabel, no seu périplo por Castela e Aragão.
Em vários documentos régios coevos, é-lhe dado o título de Dom.

### Campanhas militares em Marrocos
Tomou parte nas Campanhas Africanas de Portugal no tempo de D. Manuel I, que, no ano de 1500, o nomeara para membro do seu Conselho.
A 22 de Janeiro de 1508, comandou forças em Almedina que se defrontaram com tropas sarracenas, sofrendo estas uma grande derrota. Em 1509, Nuno Fernandes prestou serviço em Arzila, tendo repelido uma força de 150 muçulmanos numa ação muito elogiada pelo Conde de Borba, capitão daquela praça.

#### Capitão de Safim
Foi nomeado Capitão e Governador de Safim em 1510, defendendo, com grande valor, a povoação durante um Cerco que os mouros lhe puseram. Ao aceitar o cargo, nomeou Lopo Barriga seu Adail, ou seja, Comandante das Tropas da Praça, com o qual partilhou as inúmeras aventuras que viveu. Ficou conhecido pelos mouros como "o nunca está quedo". Ele e o célebre Adail Lopo Barriga eram o terror dos mouros.

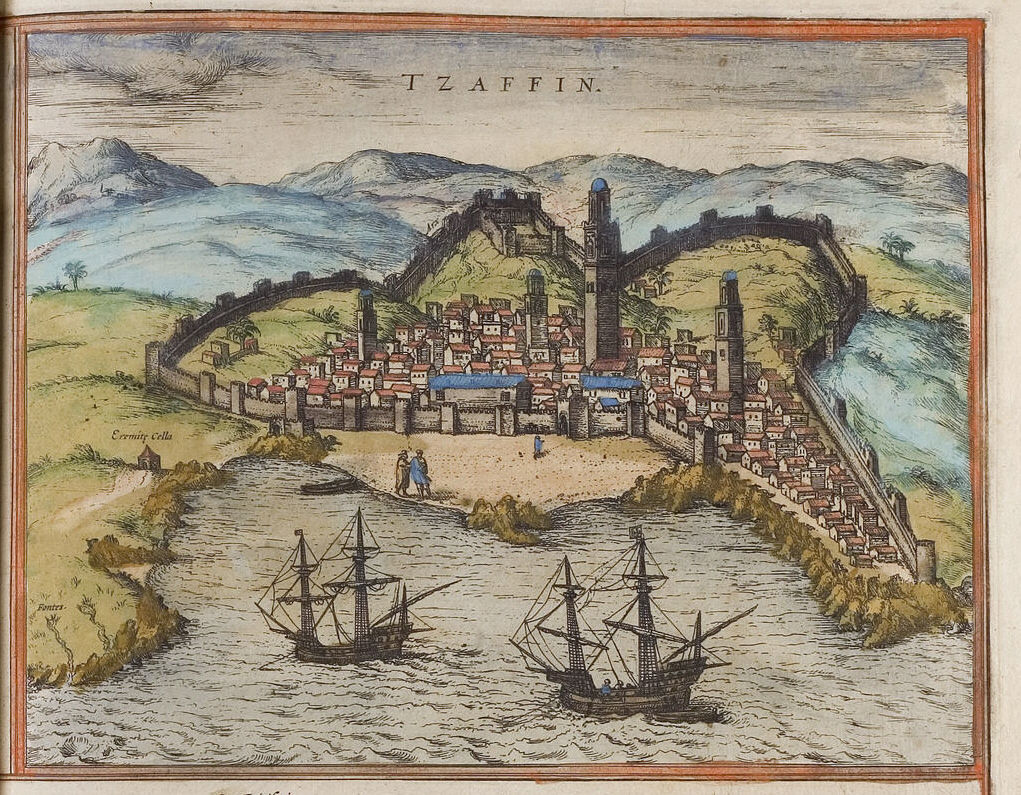
Safim - a praça que Nuno Fernandes de Ataíde governou de 1510 a 1516 - numa gravura do século XVI

Durante a sua governação, a ousadia e determinação de que deu provas permitiram estabelecer acordos de paz com grande parte das tribos das regiões das actuais províncias de Doukkala-Abda e Souss-Massa-Drâa ou Suz, trazendo para a esfera de Portugal um território de vários milhares de quilômetros quadrados, que constituiu um verdadeiro Protectorado. Nesta enorme zona dos chamados mouros de Pazes, criada não só pelas grandes vitórias militares de Nuno Fernandes de Ataíde, como pela sua aliança com o Alcaide mouro Iáia Bentafufa, os Portugueses tributavam os seus habitantes em cereais e em gado e incentivavam o comércio, garantindo uma viabilidade económica das Praças da região.
Muitos são os feitos atribuídos a Nuno Fernandes de Ataíde, como o de uma correria que fez até às portas da cidade de Almedina, no regresso da qual é atacado por duas vezes por mouros em número muito superior, os quais venceu.
A sua capitania é a página mais assombrosa da história luso-marroquina; foram seis anos de vida trepidante de cavalgadas e combates; (…) ele e os seus companheiros foram que fizeram do nome português sinónimo de bravura e lhe criaram essa auréola que ainda tem naquele país.
D. Manuel I, em 2 de julho de 1513, atribuiu a Nuno Fernandes de Ataíde a mercê definitiva da capitania e governo da cidade de Safim, com os poderes, jurisdição e alçada inerentes ao cargo, atendendo ao "desbarato que fez em El-Rey de Marroquos que em pesoa icom grande poder de geinte Vinham sobre a Dita nossa cidade de çafim...".
Nuno Fernandes participou também na defesa da cidade de Azamor, que havia sido tomada pelos portugueses em 1513. No ano seguinte a esta conquista, o Sultão Oatácida de Fez Abu Abedalá Bortucali Maomé ibne Maomé marchou sobre a cidade com uma força de 7.000 homens, 4.000 dos quais a cavalo e os restantes 3.000 a pé. Os Portugueses organizaram um Exército para os defrontar, composto por Tropas de D. João de Meneses, Capitão de Azamor, num total de 1.800 homens a cavalo e a pé, 50 Cavaleiros de Martim Afonso de Melo Coutinho, Capitão de Mazagão, e 400 lanças de Nuno Fernandes de Ataíde, aos quais se juntaram outros homens, comandados por Fernão Caldeira, Adail de Arzila, e 2.000 mouros de Pazes comandados por Iáia Bentafufa. Travou-se, então, a Batalha de Boulaouane ou Batalha dos Alcaides, na qual as forças do Sultão de Fez foram aniquiladas.

#### Ataque a Marraquexe
Mas a mais extraordinária proeza de Nuno Fernandes de Ataíde foi uma correria à cidade de Marraquexe, para a qual reuniu 3.000 Cavaleiros, na sua maioria mouros de Pazes. A sua decisão foi, em parte, motivada por uma incursão semelhante realizada, no ano de 1514, por Diogo Lopes, Almocadém, ou seja, Comandante Militar de Safim, que, com cerca de 500 mouros de pazes de cavalo e alguns portugueses, teve a ideia de ir raziar o campo da cidade, como foi, de facto, e alguns mouros mais atrevidos chegaram a aproximar-se das portas dela e deram com os contos das suas lanças nela, bradando: "Viva el-rei D. Manuel, nosso senhor!", pelo que Nuno Fernandes se propôs tomar de novo como alvo a cidade capital do sul do Marrocos.

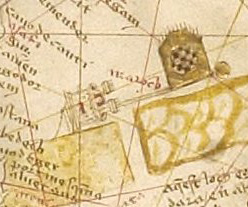
A cidade de Marraquexe, atacada por Nuno Fernandes de Ataide em 1515, em mapa do século XV do cartógrafo Mecia de Viladestes

Assim, depois de novos esforços infrutíferos para tentar levar Marraquexe a aceitar a suserania do rei D. Manuel I, Ataíde decidiu conduzir um exército, composto maioritariamente por auxiliares berberes, até às portas da cidade, tendo em vista atacá-la. Os seus homens partiram de Azamor e Safim a 21 de Abril de 1515 e chegaram às margens do Rio Tenerife dois dias depois. Nesse dia 23 de Abril, atacaram Marraquexe, envolvendo-se em combates com os seus defensores, junto às portas de Bab El Khemis e Bab Debagh, situadas no lado Nordeste das Muralhas. Os combates provocaram mortos e feridos de ambos os lados e duraram quatro horas, após o que os Portugueses retiraram para não se deixarem cercar. O caminho de volta durou outros dois dias, não sem perigo, porque a sua retaguarda foi perseguida durante muito tempo.
Em 1515, numa Expedição combinada com D. Pedro de Sousa, Capitão de Azamor, intentou apoderar-se de Marrocos.

### Balanço das suas ações em Marrocos (1510 - 1515)
O balanço da atividade de Ataíde em Marrocos, desde o ano de 1510, foi, assim, verdadeiramente notável, tendo atingido o ponto mais alto com o ataque a Marraquexe. Na opinião do historiador A. R. Disney, "o ousado ataque de Ataíde a Marraquexe constituiu o apogeu da intervenção portuguesa em Marrocos".
Em apenas 6 anos, Nuno Fernandes de Ataíde conseguiu submeter territórios mouros num raio de 150 km em redor de Safim, sendo a fortaleza abastecida por trigo que constituía um tributo pago ao rei de Portugal. E, desde 1514, havia logrado acrescentar a praça de Mazagão às cidades controladas por Portugal. Tudo isto, enquanto o Emir de Marraquexe reconhecia, por escrito, a sua submissão à autoridade lusa.

#### Morte em combate
Morreu a 19 de Maio de 1516, num recontro que teve com os mouros, em virtude de um ferimento provocado por um golpe de azagaia. Segundo Frei João de Sousa, foi morto quando acudiu aos mouros da Tribo Benamita, que eram mouros de Pazes, quando estes foram atacados pelos Uleidamarán: Depois de ter vencido os da cabila de Uleidamarán, vinha Nuno Fernandes na retaguarda do despojo, que era imenso, além de muitos escravos, entre os quais vinha uma Moura muito formosa, desposada de poucos dias com Rahu ben Xamut. Este não podendo sofrer tal injuria, seguiu a Nuno Fernandes com tanto esforço, que o matou, e livrou a sua esposa.
No mesmo combate faleceu o genro de Nuno Fernandes, D. Afonso de Noronha, herdeiro da casa dos Condes de Odemira.
O falecimento de Nuno Fernandes de Ataíde iria criar sérios problemas à posição militar portuguesa em Marrocos, pois a lealdade dos chamados "mouros das pazes" dependia em grande parte do respeito que tinham por Ataíde e do desejo de partilhar os espólios das suas vitórias.

## Casamento e descendência
Do seu casamento com D. Joana de Faria - filha de Antão de Faria, senhor de Évora-Monte, alcaide-mor de Portel e Palmela e senhor das Sizas e Judiarias de Santiago de Cacém, Beja, Mértola e Ourique - teve as seguintes filhas:
- D. Maria de Ataíde (c. 1500 - 26 de junho de 1566),[13] senhora de Penacova por carta régia de 21.06.1513, que casou duas vezes. A primeira vez, com o acima referido D. Afonso de Noronha, primogênito do 3.º Conde de Odemira,[16] (que faleceu em combate ao lado de Nuno Fernandes de Ataíde, no dia 19 de maio de 1516), com geração nos demais condes de Odemira, em cuja linha de descendência se continuou o senhorio de Penacova a a alcaidaria de Alvor.[28][29] D. Maria de Ataíde casou pela segunda vez com D. Fradique Manoel, senhor de Atalaia, Tancos e Cinceira, alcaide-mor de Marvão, etc.(que era filho primogénito de D. Nuno Manuel, senhor de Salvaterra de Magos, e de D. Leonor de Milá, bisneta, em linha ilegítima, de João II, rei de Aragão), com geração, nos condes de Atalaia;[13]

- D. Leonor de Ataíde, casada com D. Diogo de Castro,[30] alcaide-mor de Alegrete, com geração, na qual se destacarm D. Fernando de Castro, 1.º Conde de Basto e D. Miguel de Castro, arcebispo de Lisboa e vice-rei de Portugal durante o período da União Ibérica.